# Numero aureo (calendario)
Nei calendari lunisolari per numero aureo o numero d'oro si intende quel numero da 1 a 19 che designa l'anno all'interno del ciclo metonico. Negli anni con lo stesso numero aureo le fasi lunari cadono negli stessi giorni dell'anno solare. Secondo una tradizione greca il succedersi dei numeri naturali da 1 a 19 era segnato in lettere auree su sfondo d'argento sulle colonne del tempio di Atena.

## Il ciclo metonico
Le fasi della luna sono in funzione del mese lunare medio che è di 29 giorni, 12 ore e 44 minuti, mentre l'anno ha la durata di poco meno di 365 giorni ed un quarto.
Fin dall'antichità era stato osservato che 235 lunazioni corrispondono a 19 anni solari. 

## Il ciclo dei numeri aurei e le epatte
Convenzionalmente il ciclo metonico parte dall'anno -1 a.C. Pertanto il metodo usuale di contare il numero aureo è di aggiungere 1 al numero dell'anno e determinare il resto della divisione per 19. Nell'anno 2014 è iniziato il corrente ciclo metonico per cui il numero d'oro del 2023 è 10.
Determinato il numero aureo di un anno, si ricava quello dell'anno successivo nel numero naturale susseguente. Questa regola, già esistente nel calendario giuliano, è conservata in quello gregoriano, che ha dettato nuove regole per la determinazione dell'epatta, ma nulla ha mutato per quello che riguarda il numero aureo.
Anche il metodo di Gauss per il calcolo della Pasqua implicitamente passa dal numero aureo, quando determina il resto della divisione per 19 del numero dell'anno (normalmente designato con la lettera "a").
Esiste una stretta correlazione tra numero aureo ed epatta: le epatte del calendario giuliano avevano rigidamente solo i 19 valori originari, mentre con la riforma del calendario gregoriano ci possono essere delle variazioni per i diversi secoli, per l'aggiunta di giorni di correzione.